# 云藏
云藏（藏語：ཡོངས་འཛིན）（www.yongzin.com）是全球首个藏文搜索引擎，由青海省海南藏族自治州藏文信息技术研究中心开发，于2016年8月22日上线运行。

## 名称
“云藏”是藏文音译词汇，第一层含义是“上师”、“老师”，取云藏有问必答之意，第二层含义是将该词拆分成单字，意思是“全面抓取、提取”。

## 历史
2012年，时任青海省海南州藏语文工作委员会办公室党组书记、主任的才洛提出要建设一个藏文搜索引擎。2012年4月11日，藏文搜索引擎系统平台建设项目申报工作启动。2012年8月2日，为了配合藏文搜索引擎系统平台建设项目及时立项，海南州藏语办原青海湖网络信息中心更名为海南州藏文信息技术研究中心，主攻藏文信息技术研发领域。2013年3月22日，藏文搜索引擎建设工作在国家工信部正式立项。2013年5月28日，确定了开发藏文搜素引擎的工作计划、目标思路以及研发团队。2014年8月28日，确定藏文搜索引擎的名称、域名和标志。
2013年4月，该系统平台建设工程起步，是青海省少数民族事业“十二五”规划里的“藏文信息化建设”项目之一。云藏的研发过程分为多期。第一、二期建设工程完工后，2016年8月2日上线试运行，8月22日正式上线。上线之后，继续推进第三期建设工程，包括完善知识库，开发云藏浏览器等藏文工具软件。
上线初期，该系统平台设有新闻（གསར་འགྱུར།）、网页（དྲ་ངོས།）、图片（པར་རིས།）、视频（བརྙན་རིས།）、音频（གླུ་དབྱངས།）、百科（རིག་མཛོད།）、文库（ཡིག་ཚང་།）、知道（དྲིས་ལན།）共8个板块。待数据库完善以后，将成全世界最大的藏文电子图书馆。
云藏研发了藏文自动分词与语言智能分析系统，实现了藏文同义词搜索、藏文拉丁转写搜索、藏文拼写检查系统、藏文语义检索系统、藏文不同编码自动转换等功能。同时还研发了藏文网络舆情检测分析系统。2019年10月，随着云藏数据量的不断增加，为了满足发展需要，研究中心搬迁至云藏藏文信息技术孵化基地。2019年9月，研究中心在广州市天河区创业谷创立了分公司。
2019年9月，云藏输入法1.0正式上线，支持藏文、汉文、英文的切换输入。2020年8月，云藏搜索推出新版APP及云藏输入法新版本。 云藏搜索引擎核心技术研发单位是西北民族大学。